# Budew
Budew (japanski: スボミー Subomi) jedan je od 1025 fiktivnih vrsta Pokémona iz medijske franšize Pokémon, skupa Pokémon videoigara, animiranih serija, manga stripova, knjiga, igraćih karata i drugih medija kojima je tvorac Satoshi Tajiri. Svrha je Budewa u videoigrama, animiranoj seriji i manga stripovima, kao i svrha ostalih Pokémona, borba s divljim Pokémonima – neukroćenim stvorenjima koje igrači i likovi pronalaze dok kreću na razne avanture – i pripitomljenim Pokémonima drugih Pokémon trenera.
Ime Budew kombinacija je engleskih riječi "bud" = pupoljak, i "dew" = rosa. Njegovo japansko ime, Subomī, dolazi od japanske riječi "tsubomi" = cvjetni pupoljak, kojemu i sam nalikuje. 

## Biološke karakteristike
Budew nalikuje na ružin pupoljak. Glava mu je žute boje, omotana debelim zelenim viticama spojenim za tijelo, koje mu daju izgled zatvorenog cvjetnog pupoljka. Unutrašnjost jedne vitice plava je, dok je unutrašnjost druge crvena, pokazujući kako ove vitice nakon evolucije postaju ruže na Roselijinim rukama. Malene nožice izrastaju mu na dnu tijela.
Tijekom zime, pupoljak se zatvara, a s dolaskom proljeća otvara se i raspršuje peludna zrnca. Djelomično je Otrovni tip, te one koji su uvjereni da je slab kazni Otrovnim prahom (Poisonpowder). Razvija se u Roseliu, koja je isto tako dvostruki Travnati/Otrovni Pokémon. 

## U videoigrama
Budew se prvi put pojavljuje u Pokémon Diamond i Pearl videoigrama namijenjenim igranju na Nintendo DS konzolama. Budewa, poput većine Pokémon Beba, može se pronaći u divljini, iako igrač može uzgojiti jednog ako Roseliji da Ružin tamjan (Rose Incense).
Budew se razvija u Roseliju sjecanjem iskustva i Sreće, tijekom dana, baš poput Espeona koji se na isti način razvija iz Eeveeja. Roselia će se kasnije razviti u Roserade nakon što dođe u kontakt sa Svjetlosnim kamenom. 
Budew kroz stjecanje iskustva uči Polijevanje vodom (Water Sport), ne nalik svojim evolucijama. Isto tako, sposoban je naučiti tehniku Ekstraosjetljivosti (Extraseansory) kroz uzgajanje, dok Roselia i Roserade nisu.

## U animiranoj seriji
Budew se pojavljuje u epizodama "Dawn of a New Era" i "The Gifted Roserade And The Flower Legend".